# Liubarți, Borîspil
Liubarți (în ucraineană Любарці) este localitatea de reședință a comunei Liubarți din raionul Borîspil, regiunea Kiev, Ucraina.

## Demografie
Componența lingvistică a localității Liubarți
     Ucraineană (98,06%)
     Rusă (1,94%)
Conform recensământului din 2001, majoritatea populației localității Liubarți era vorbitoare de ucraineană (98,06%), existând în minoritate și vorbitori de rusă (1,94%).